# Black Metallic
«Black Metallic» es una canción de la banda británica de rock alternativo Catherine Wheel, publicada el 11 de noviembre de 1991 como el sencillo principal de su primer álbum de estudio Ferment.

## Recepción de la crítica
En una reseña de la canción en AllMusic, la escritora musical Amy Hanson dijo que «Black Metallic» “probablemente podría incluirse en las filas de las baladas – aunque una con un zumbido de guitarra y un gemido subsónico que golpeaba al oyente en la cabeza, al mismo tiempo que lo acariciaba hasta el éxtasis”, y señaló: “Con un zumbido de guitarra profundamente texturizado y un fuerte golpe para abrir el camino, y respaldado por un ritmo de percusión enérgicamente perezoso, la voz de Rob Dickinson, que hace que aquí sea bastante tierna, juega maravillosamente con el ruido de fondo en un reflujo y flujo que se reduce a nada al final de la canción, una epopeya de siete minutos”.

## Lista de canciones
Todas las canciones escritas y compuestas por Catherine Wheel.
Black Metallic C.D.
1. «Black Metallic» – 7:18
2. «Crawling Over Me» – 5:39
3. «Let Me Down Again» – 3:17
4. «Saccharine» – 5:49

## Posicionamiento
| Gráfica (1991–92)                              | Pico de posición |
| ---------------------------------------------- | ---------------- |
| Estados Unidos (Billboard Alternative Airplay) | 9                |
| Reino Unido (UK Singles Chart)                 | 68               |